# Maserati Tipo 26

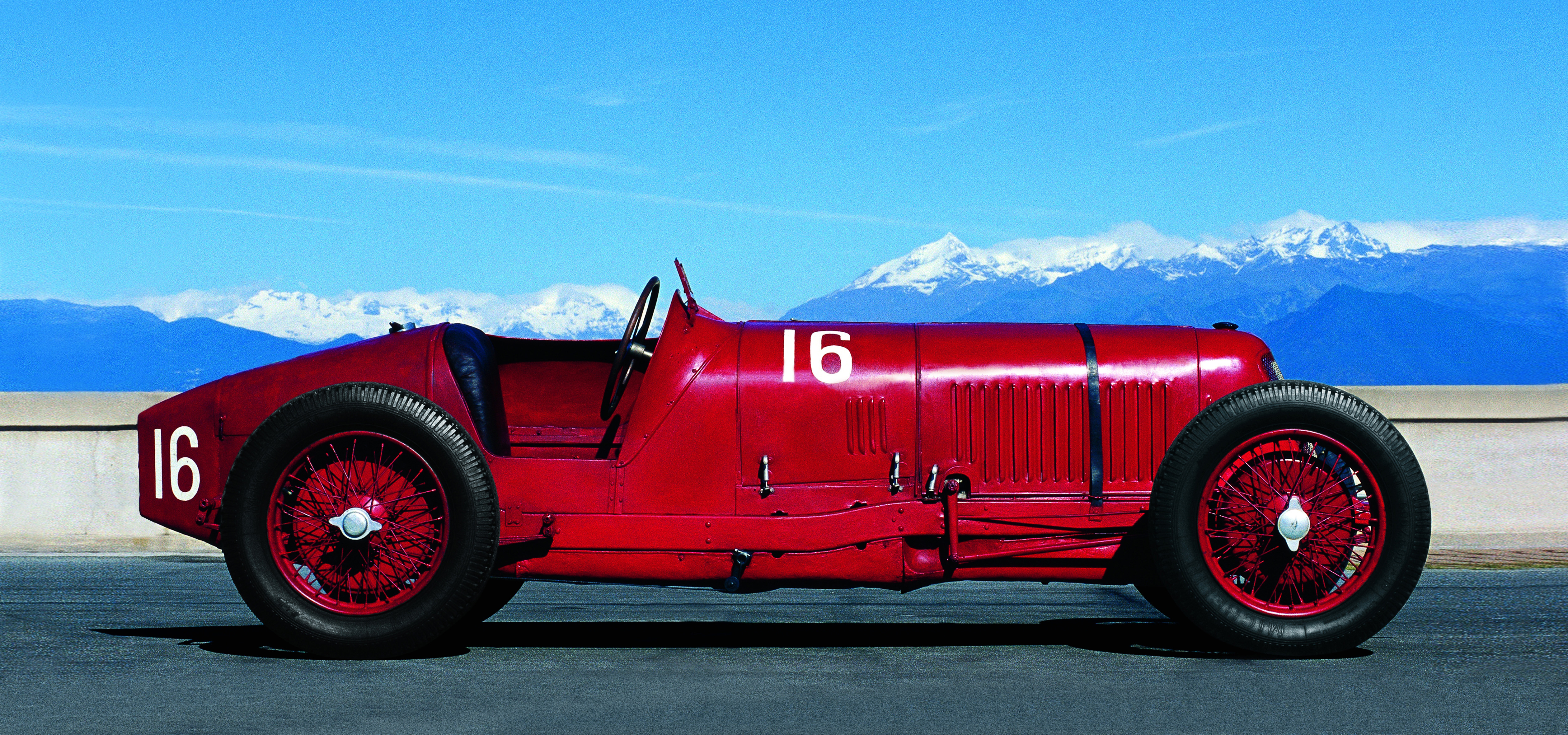
Maserati Tipo 26

Der Maserati Tipo 26 war der erste Rennwagen, den das 1914 gegründete Unternehmen Officine Alfieri Maserati unter eigenem Namen produzierte. Das Fahrzeug erschien 1926 und wurde bis 1932 in mehreren Versionen in einem bis zwei Dutzend Exemplaren hergestellt. Eine weiterentwickelte Version mit größerem Motor hieß Tipo 26B, eine Roadsterausführung mit veränderter Karosserie Tipo 26MM.

## Entstehungsgeschichte
Die von Alfieri Maserati gegründete Officine Maserati konstruierte nach dem Ende des Ersten Weltkriegs einen Rennwagen für Isotta Fraschini. Ab 1922 arbeitete Maserati für den Turiner Automobilhersteller Diatto. Zunächst entwickelte Alfieri Maserati einen Rennwagen mit 3,0 Litern Hubraum, mit dem er 1922 bei einem Rennen in Italien an den Start ging. Im folgenden Jahr entstand der Diatto Tipo 20, ein Straßenfahrzeug, das serienmäßig mit einem 40 PS starken, 2,0 Liter großen Vierzylindermotor ausgerüstet war. Maserati leitete 1924 davon eine Rennsportversion namens 20S ab, die angeblich 70 PS leistete. 1925 entstand ein reiner Rennwagen, der allerdings nur sporadisch eingesetzt wurde, weil Diatto mittlerweile in wirtschaftliche Schwierigkeiten geraten war. Im Frühherbst 1925 gab Diatto sein Motorsportengagement vollständig auf. Alfieri Maserati übernahm die Konstruktion kostenfrei im September 1925 und führte das Motorsportprogramm ab 1926 unter eigenem Namen fort. Er entwickelte seine letzte Diatto-Konstruktion in einigen Details weiter und präsentierte das ansonsten unveränderte Auto 1926 als Maserati Tipo 26. Die Bezeichnung nahm auf das Jahr der Vorstellung Bezug.
Auf der technischen Basis des Tipo 26 bzw. 26B entwickelte Maserati 1929 einen Rennwagen mit 16 Zylindern, der die Bezeichnung Maserati V4 erhielt.

## Beschreibung
Der Maserati Tipo 26 entsprach technisch weitgehend dem letzten Diatto-Rennwagen von 1925. Einige Quellen gehen davon aus, dass das im Frühjahr 1926 vorgestellte erste Exemplar des Tipo 26 auch körperlich mit dem Diatto identisch war.

### Tipo 26
Der Tipo 26 hatte einen Leiterrahmen sowie vorne und hinten Starrachsen. Die hintere Achse war an halbelliptischen Blattfedern aus Stahl aufgehängt. In seiner ursprünglichen Version wurde das Auto von einem 1,5 Liter großen Reihen-Achtzylindermotor angetrieben, der zwei obenliegende Nockenwellen hatte und 115 PS leistete. Werksseitig war ein Roots-Kompressor installiert. Einer Quelle zufolge bestand der Zylinderkopf des Maserati aus Gusseisen, während Diatto einen Zylinderkopf aus Aluminium verwendet hatte.
Der Tipo 26 war ein offener Rennwagen. Er hatte zwei Sitzplätze, weil es seinerzeit – noch – üblich war, einen Mechaniker bei den Rennen mitzunehmen. Der Aufbau bestand aus Aluminium. Er wurde von der Carrozzeria Fantuzzi in Modena hergestellt.

### Tipo 26B
1927 erschien der Tipo 26B. Er entsprach technisch und äußerlich dem bisherigen Tipo 26, hatte aber einen auf 2,0 Liter vergrößerten Hubraum; die Leistung des Motors betrug nun 130 PS. In einem Fall wurde der Motor des 26B nachträglich auf 2,1 Liter Hubraum vergrößert. Einige Tipo-26-Modelle wurden zudem nachträglich mit dem Motor des 26B ausgerüstet. Die Höchstgeschwindigkeit des Tipo 26B lag bei etwa 160 km/h.

### Tipo 26MM
Für die Mille Miglia 1928 konstruierte Maserati zwei Fahrzeuge mit eigenständiger Karosserie, die die Zusatzbezeichnung MM (für Mille Miglia) erhielten. Sie hatten geschwungene Kotflügel, seitliche Trittbretter und ein abnehmbares Stoffverdeck. Technisch waren sie mit den herkömmlichen 26B identisch.

## Produktion
Der Maserati Tipo 26 und 26B war ein frei verkäuflicher Rennwagen, der in Kleinserie gefertigt wurde. Der exakte Produktionsumfang ist unklar. Die Quellen gehen üblicherweise von ungefähr 20 Exemplaren aus, wobei auf den Tipo 26 etwa neun und auf den Tipo 26B etwa elf Fahrzeuge entfallen. Die genaue Verteilung lässt sich nicht mehr klären, weil einige Tipo-26-Modelle nachträglich mit dem Motor des 26B ausgerüstet wurden, was teilweise, aber nicht immer mit Änderungen der Fahrgestellnummer verbunden war. Einer anderen Quelle zufolge hat Maserati etwa 20 Autos pro Jahr hergestellt.

## Renneinsätze

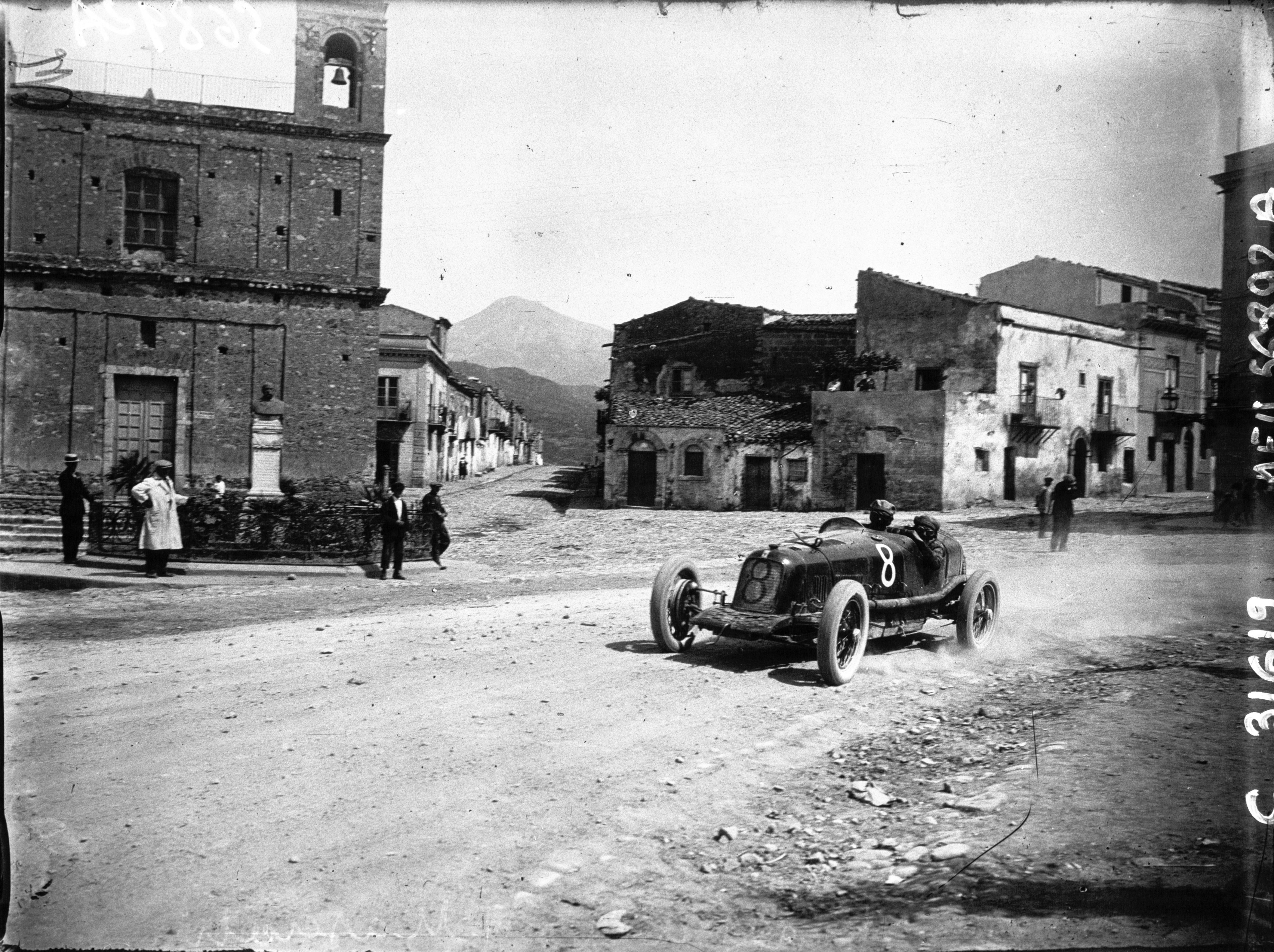
Luigi Fagioli im Maserati 26 bei der Targa Florio 1928

Alfieri Maserati fuhr ab 1926 werksseitig zahlreiche Rennen mit dem Tipo 26. Außerdem wurden die Autos vielfach von Privatfahrern eingesetzt.
Der Maserati Tipo 26 debütierte am 2. Mai 1926 bei der Targa Florio. Fahrer war Alfieri Maserati, Mechaniker und Beifahrer war Guerino Bertocchi. Maserati wurde bei dem von Bugatti dominierten Rennen Gesamt-Neunter (von zwölf Fahrzeugen) und siegte in der 1,5-Liter-Klasse. Beim Großen Preis von Italien in Monza erschienen zwei Tipo 26 für Alfieri Maserati und Emilio Materassi; beide fielen infolge eines Kompressorschadens vorzeitig aus. Im Verlauf des Jahres gewannen Maserati-Fahrer mehrere Sprint- und Bergrennen.
1927 wurde Alfieri Maseratis Bruder Ernesto mit dem neuen Tipo 26 beim Gran Premio di Tripoli Gesamt-Dritter und Klassensieger. Wenig später kam Alfieri Maserati mit dem neuen 26B bei der Targa Florio ebenfalls als Dritter ins Ziel. Diego de Sterlich gewann mit einem privaten Tipo 26 im Laufe des Jahres einige Bergrennen.
1928 erschien der weiterentwickelte Maserati 8C. Werksseitig setzte Maserati von nun an vor allem dieses Fahrzeug ein, daneben gingen aber noch einige Jahre lang Tipo 26 bzw. 26B an den Start. Ihre besten Ergebnisse erzielten die Autos bei der Coppa Acerbo 1927 in Pescara und beim Großen Preis von Tripolis 1929, wo sie jeweils als Zweite ins Ziel kamen.